# BETASOM
BETASOM は第二次世界大戦中にイタリア海軍（イタリア王立海軍：Regia Marina Italiana）が ボルドーに設置した潜水艦基地であり、1940年から1943年にかけて大西洋の戦いに出撃したイタリア海軍潜水艦の母港である。この名称の前半のBETAはボルドー(Bordeaux)の頭文字をギリシャ文字と見て符牒化したもの、後半のSOMはイタリア語で潜水艦（潜水艇）を意味するsommergibileの最初の3文字をとったものである。

## 設立
枢軸国海軍の協力は、1939年6月フリードリヒスハーフェンにおいて鋼鉄協約(Pact of Steel)及び技術交換協定が締結されてから始まった。イタリアの参戦及びフランスの降伏の後、イタリア海軍はドイツのフランス占領地域であるボルドーに潜水艦基地を設立した。イタリア海軍にはリスボンより南の大西洋（場合によってはフリータウン沖まで）が哨戒海域として割り当てられた。基地は1940年8月に開設され、1941年に接収したフランス旅客船ド・グラースを1942年6月にヴィシー・フランス政府に返還するまで潜水母船として使用した。
ドイツ海軍(Kreigsmarine)の潜水艦隊司令(Befehlshaber der Unterseeboote)カール・デーニッツ提督の統制下でイタリア海軍のアンジェロ・パローナ提督がBETASOM所属の潜水艦の指揮を執った。BETASOMには約1,600名が所属していた。
基地は最高時には潜水艦30隻が母港とし、乾ドックと閘門を持つ泊渠を2基備えていた。陸上の兵舎は警備にあたったサン・マルコ連隊250名を収容した。2番目の基地はラ・ロシェルのラ・パリス(La Pallice)に設置された。この第2の基地により、ボルドーではできなかった水中訓練ができるようになった。

## 作戦行動の概略
1940年6月から、イタリア潜水艦3隻がカナリア諸島、マデイラ諸島沖をさらに3隻が続いてアゾレス諸島沖を哨戒した。これらの哨戒は無事に終わり、6隻の潜水艦はボルドーの新基地へ帰還した。イタリア潜水艦は初期には ウェスタン・アプローチを哨戒海域として割り当てられていたが、同盟国ドイツ潜水艦隊にはあてにされていなかった。デーニッツはイタリア潜水艦隊について現実主義的な見方をしていて、彼らは経験が浅いものの偵察には使え、さらに経験を積んでいけるものと考えていた。

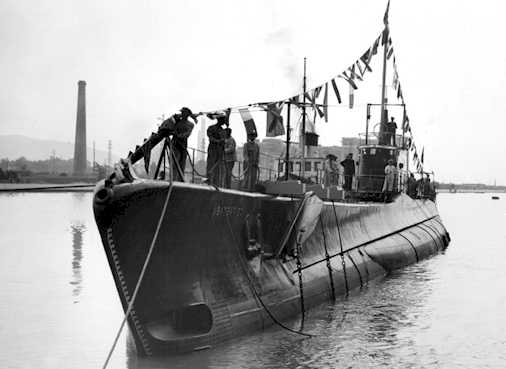
イタリア潜水艦バルバリーゴ

BETASOM所属の7隻の潜水艦（バニョーリ、バルバリゴ、カッペリーニ、フィンジ、ジュリアーニ、タッツオーリ及びトレッリ）が大日本帝国海軍との間の共同作戦並びに軍需物資の輸送のために改造された。その内の2隻は、日本軍の占領区域に向かう途中で連合国軍により沈められ、日本軍の占領地域で共同作戦の任務に就いた3隻は1943年9月のイタリアの講和後に、日本海軍との共同作戦のために派遣されていたペナンにおいて日本海軍とドイツ海軍により接収され、以後ドイツ海軍によって使用された。
その後1隻はドイツ海軍による作戦活動中にイギリス海軍の潜水艦により沈められ、残る2隻は1945年5月ドイツの降伏により、ペナンにおいて日本海軍に接収され終戦までの間使用された。残る2隻はボルドーでドイツ海軍に接収されたが、その後は使用されなかった。

## ドイツUボートの活動
デーニッツ提督は1941年夏に防空施設のUボート・ブンカーをボルドーに構築することを決め、1941年9月に建設に着手した。強固なコンクリートの構造で、幅245m、長さ162m、高さ19mで、屋根の厚さは繋留部分の上で5.6m、背後の整備区域の上で3.6mだった。
1942年10月15日にドイツ海軍第12Uボート戦隊がクラウス・ショルツ少佐を司令にボルドーで設立された。
1943年1月17日にU-178が最初に基地のブンカーを使った。

## 作戦の終わり
基地はイギリス軍により何回か爆撃を受けた。
1943年9月のイタリアの講和後に基地はドイツ軍に接収された。一部のイタリア兵はイタリア社会共和国とは無関係にドイツ軍に加わった。この期間中手持ちのイタリアの切手にはムッソリーニの国家への忠誠を見せる加刷が行なわれた。
最後まで残った2隻のUボートは1944年8月にボルドーを離れた。これは連合国軍が基地を占領する8月25日の3日前のことだった。
最後に残ったドイツ海軍兵はドイツ本国へ帰還しようと試みたが、1944年9月11日にアメリカ合衆国軍の捕虜となった。

## BETASOMから作戦を行なった潜水艦のリスト
1940年、28隻すべてのイタリア潜水艦は最初に地中海の基地からジブラルタル海峡を経由して大西洋に入りBETASOMを基地とした。28隻全部が事故もなく到着した。
1941年、別の4隻のイタリア潜水艦はイタリア領東アフリカ(Africa Orientale Italiana, 又は AOI)を基地としていたが、東アフリカ戦線で植民地を失った後、基地に到着した。4隻全部が、喜望峰回りでBETASOMへとたどりついた。
1940年に地中海から派遣されてきた艦
- アレッサンドロ・マラスピーナ(Alessandro Malaspina)
- エンリコ・タッツオーリ(Enrico Tazzoli)
- ピエトロ・カルヴィ(Pietro Calvi)
- ジュゼッペ・フィンジ(Giuseppe Finci)
- バニョーリ(Bagnoli)
- ジュリアーニ(Giuliani) （この艦は短期間イタリア海軍の潜水艦乗組員に対しドイツ海軍の技術を習得させる目的でグディニャへ派遣された。）
- タランティーニ(Tarantini)
- グリエルモ・マルコーニ(Guglielmo Marconi)
- レオナルド・ダ・ヴィンチ( Leonardo da Vinci)
- ルイージ・トレッリ(Luigi Torelli)
- マッジョーレ・バラッカ(Maggiore Baracca)
- マルチェッロ(Marcello)
- ダンドーロ(Dandolo)
- モチェニーゴ(Mocenigo)
- ヴェニエーロ(Veniero)
- バルバリーゴ(Barbarigo)
- ナーニ(Nani)
- モロシーニ(Morosini)
- エーモ(Emo)
- コマンダンテ・ファア・ディ・ブルーノ(Comandante Faà di Bruno)
- コマンダンテ・カッペリーニ(Comandante Cappellini)
- ミケーレ・ビアンキ(Michele Bianchi)
- ブリン(Brin)
- グラウコ(Glauco)
- オタリア(Otaria)
- アルゴ(Argo)
- ヴェレッラ(Velella)

1941年夏の間に紅海艦隊から移動してきた艦
- アルキメーデ(Archimede)
- ペルラ(Perla)
- グリエルモッティ(Guglielmotti)
- ガリレオ・フェッラーリ(Galileo Ferraris)

1941年、一部の潜水艦が地中海に戻ることとなった。ペルラ、グリエルモッティ、ブリン、アルゴ、ヴェレッラ、ダンドーロ、エーモ、オタリア、モチェニーゴ及びヴェニエロ・グラウコの10隻が移動したが、そのうちのグラウコはイギリス海軍によって沈められた。
1942年にはアミラリオ・カーニ(Ammiraglio Cagni)が派遣されてきた。

## 第二次世界大戦後
Uボート・ブンカーは爆弾の衝撃にも耐えられるように設計された大規模な補強工事が施されていて、解体することが不可能だった。
数年前から42,000平方メートルの内の約12,000平方メートルに舞台芸術、展示会あるいは夜のイベントのために文化センターを建設するために改修されていて、2010年に公開された。